# Йошкар Памаш
Йошкар Памаш — деревня в Сернурском районе Республики Марий Эл. Входит в состав Марисолинского сельского поселения.

## География
Находится в северо-восточной части республики Марий Эл на расстоянии приблизительно 11 км на север-северо-запад от районного центра посёлка Сернур.

## История
Деревня основана переселенцами из Марисолы в конце XVI века. В 1782 году здесь проживали ясачные крестьяне, 27 человек, мари, в 1795 году 35. В 1869 году в деревне проживали 79 человек, мари. В 1926 году в деревне числилось 56 дворов. В 1988 году в 55 домах проживали 204 человека. Имелись клуб, начальная школа, фельдшерско-акушерский пункт, магазин, свинотоварная ферма, телятник. В 2004 году отмечен 51 дом (35 построены из кирпича или шлакобетона, остальные — деревянные). В советское время работал колхоз «У ял» и совхоз «Марисолинский».

## Население
Население составляло 186 человек (мари 98 %) в 2002 году, 197 в 2010.